# This Addiction
This Addiction è il settimo album in studio del gruppo musicale punk rock statunitense Alkaline Trio, pubblicato nel 2010.

## Tracce
1. This Addiction – 2:35
2. Dine, Dine My Darling – 2:58
3. Lead Poisoning – 2:37
4. Dead on the Floor – 4:20
5. The American Scream – 3:00
6. Off the Map – 3:16
7. Draculina – 3:34
8. Eating Me Alive – 2:53
9. Piss and Vinegar – 2:28
10. Dorothy – 3:32
11. Fine – 3:17

## Formazione
- Matt Skiba - voce, chitarra
- Dan Adriano - basso, voce, chitarra
- Derek Grant - batteria, cori

## Classifiche
| Classifica  | Posizione raggiunta |
| ----------- | ------------------- |
| Regno Unito | 51                  |
| Stati Uniti | 11                  |